# Басов, Юрий Васильевич
Юрий Васильевич Басов (род. 3 октября 1951) — советский футболист, защитник.
Воспитанник СДЮШОР «Пахтакор» Ташкент, первый тренер С. Арутюнов. В соревнованиях команд мастеров дебютировал 2 мая 1971 — в домашней игре 5 тура чемпионата СССР против ЦСКА (1:3) на 55-й минуте заменил Равшанбека Юнусова. Второй матч в сезоне провёл 5 ноября — в последнем туре «Пахтакор» выиграл у «Шахтёра», но всё равно вылетел в первую лигу. В 1973 году вошёл в список 11-ти «лучших дебютантов сезона». Последний матч за команду провёл 21 марта 1979 года в матче Кубка СССР против «Памира» (0:1). За это время сыграл в первенстве 169 матчей, забил два гола (82 матча, один гол — в высшей лиге). С мая 1979 года играл во второй лиге за «Бустон» Джизак. В феврале — марте 1980 года провёл три матча в Кубке СССР, в апреле — три матча в первенстве второй лиги (выходя на замену в середине — концовке второго тайма), после чего завершил карьеру.
В 1980-х годах работал судьёй на матчах второй лиги.